# Городовое управление (Пушкин)
Городово́е управле́ние — историческое здание в Пушкине. Построено в 1821 году. Объект культурного наследия федерального значения. Расположено на Леонтьевской улице, дом 28, выходит на Соборную площадь. Ныне в здании размещается Историко-литературный музей города Пушкина.

## История
Здание входит в комплекс зданий Царскосельской полиции, оформляющий западную сторону Соборной площади. Был использован проект, разработанный архитектором В. И. Гесте и доработанный в 1819 году В. П. Стасовым. Здание вчерне возведено в 1821 году, в 1822 году отделочными работами на фасаде занимался архитектор В. М. Горностаев, а лепные работы были поручены лепщику Заколупину. В 1908 году по проекту С. А. Данини произведена надстройка верхнего этажа. Старая каланча при этом была снесена и заново отстроена во дворе, на здании пожарной части. После Октябрьской революции в бывшем комплексе зданий полиции разместились Детскосельский (Пушкинский) городской Совет рабоче-крестьянских и красноармейских депутатов, а также исполнительные органы городской власти. С 1980-х гг. в здании размещён городской музей (первоначально — краеведческий, с 2002 года — историко-литературный). Экспозиции музея посвящены истории города, реконструкции быта, связанным с городом поэтам Серебряного века, городу в Великую Отечественную войну и др.

## Архитектура
Стиль здания — классицизм. Примечательна лоджия с дорическими колоннами по центру композиции, характерная для творчества Стасова. В отделке присутствовали лепные сандрики, модульоны и кронштейны на карнизе башни. При перестройке здание утратило башню-каланчу. Надстроенный Данини этаж имеет полуциркульное трёхчастное окно и световой фонарь.